# You Need Me, I Don't Need You
"You Need Me I Don't Need You" (hay đơn giản là "You Need Me") là bài hát của ca sĩ-nhạc sĩ người Anh Ed Sheeran. Đây là đĩa đơn thứ hai trong album phòng thu đầu tay của anh, +, và được phát hành vào ngày 26 tháng 8 năm 2011 tại Vương quốc Anh.
Track "You Need Me" ban đầu được phát hành trong đĩa mở rộng You Need Me vào năm 2009. Phiên bản mới "You Need Me, I Don't Need You" được thu âm lại với tiết tấu mạnh hơn, và xếp hạng cao nhất ở vị trí thứ 4 trên UK Singles Chart. Bài hát được chứng nhận vàng từ Hiệp hội Công nghiệp thu âm Anh Quốc nhờ tiêu thụ trên 400.000 bản.

## Bối cảnh
Trong buổi biểu diễn tại lẽ hội Glastonbury Festival 2011 anh tiết lộ rằng "You Need Me, I Don't Need You" sẽ là đĩa đơn thứ hai của anh. Đĩa đơn được thể hiện lần đầu trên BBC Radio 1 trong chương trình "Hottest Record In The World" của Zane Lowe vào ngày 6 tháng 7 năm 2011. Anh hát ca khúc trực tiếp trên kênh YouTube SBTV, trong đó anh hát nguyên toàn bộ ca khúc, gồm cả đoạn bè thêm, chỉ trong vòng 5 phút với cây đàn guitar và loop pedal. Phiên bản này bao gồm cả lời bài của rapper, cũng là em họ của anh, Alonestar (Jethro Sheeran) — và nhóm nhạc reggae LaidBlak, nhưng bản chính thức phát hành vào năm 2011 chỉ bao gồm lời được viết bởi chính Ed Sheeran.
Vào 27 tháng 7 năm 2011, Zane Lowe tạo ra bản Loadstar remix trong chương trình "Hottest Record In The World" của anh. Rizzle Kicks tải lên bản remix của họ cho bài hát lên YouTube vào ngày 14 tháng 8 năm 2011. Lời ban đầu được thay bằng lời của riêng họ, còn Ed Sheeran hát đoạn điệp khúc.

## Cấu trúc bài hát
Theo như đoạn nhạc mẫu do EMI Music Publishing đăng tải, "You Need Me, I Don't Need You" được viết ở khóa Mi thứ; âm vực của Ed Sheeran kéo dài từ nốt D3 tới G4. Nhạc khí bao gồm guitar, piano và giọng hát. Bài hát có độ vang R&B.

## Ý kiến phê bình
Tris McCall của tờ The Star-Ledger miêu tả "You Need Me, I Don't Need You là "một lời phản bác miệng, với tiếng gảy liên tục, và là cao trào của +." Lewis Corner của Digital Spy đánh giá tích cực về bài hát, nói:

"I sing, I write my own tune/ And I write my own verse, hell/ Don't need another wordsmith to make the tune sell," anh ta hát-nói theo nhịp điệu acoustic hip-hop kết hợp hoàn hảo với nhịp guitar nhanh - đánh dấu bước chuyển mình nhanh chóng từ giọng hát kiểu singer-songwriter ngọt lịm của bài hát đầu tay. "They say I'm up and coming like I'm f**king in an elevator," anh châm chọc với sự đanh thép, đưa tới câu trả lời, 'Chúng tôi biết anh là nghệ sĩ chuyên nghiệp rồi, nhưng không cần phải tự phụ như thế đâu!' .

## Biểu diễn trực tiếp
Vào ngày 24 tháng 6 năm 2011, Sheeran biểu diễn ca khúc tại Glastonbury Festival 2011 trên BBC Introducing Stage cũng như biểu diễn trực tiếp tại iTunes Festival vào 8 tháng 7 năm 2011 và tại Reading and Leeds Festivals 2011. Sheeran cũng trình bày bài hát trên BBC Radio 1 Teen Awards vào ngày 9 tháng 10 năm 2011 tại Wembley Arena. Trong buổi diễn của mình tại Brixton vào ngày 21 tháng 1 năm 2012, màn trình diễn ca khúc kết thúc buổi biểu diễn và có sự góp mặt của Rizzle Kicks, Wretch 32 và Devlin, kéo dài hơn 15 phút. Dù anh còn biểu diễn bài hát này ở các buổi biểu diễn địa phương trước khi trở thành ca sĩ đại chúng, màn trình diễn thực sự đầu tiên được cho là tại một buổi diễn nơi Sheeran có sự giúp sức của We Can't Dance. Vào ngày 21 tháng 4 năm 2012, anh biểu diễn bài hát trực tiếp tại Aragon Ballroom ở Chicago khi đang cùng với Snow Patrol trong chuyến lưu diễnFallen Empires.

## Video âm nhạc
Video âm nhạc đi kèm với sự kiện phát hành "You Need Me, I Don't Need You" được tải lên YouTube vào ngày 19 tháng 7 năm 2011. Video do Emil Nava đạo diễn và có sự góp mặt của diễn viên biểu diễn ngôn ngữ ký hiệu 17 tuổi Matthew Morgan.

## Danh sách bài hát
| Tải nhạc kĩ thuật số / Đĩa đơn CD | Tải nhạc kĩ thuật số / Đĩa đơn CD                         | Tải nhạc kĩ thuật số / Đĩa đơn CD |
| STT                               | Nhan đề                                                   | Thời lượng                        |
| --------------------------------- | --------------------------------------------------------- | --------------------------------- |
| 1.                                | "You Need Me, I Don't Need You"                           | 3:40                              |
| 2.                                | "You Need Me, I Don't Need You" (Live Ustream Version)    | 6:51                              |
| 3.                                | "You Need Me, I Don't Need You" (với Wretch 32 và Devlin) | 3:03                              |
| 4.                                | "You Need Me, I Don't Need You" (Loadstar Remix)          | 5:01                              |
| 5.                                | "You Need Me, I Don't Need You" (Gemini Remix)            | 4:30                              |

| Đĩa đơn CD thay thế | Đĩa đơn CD thay thế                                      | Đĩa đơn CD thay thế |
| STT                 | Nhan đề                                                  | Thời lượng          |
| ------------------- | -------------------------------------------------------- | ------------------- |
| 1.                  | "You Need Me, I Don't Need You"                          | 3:40                |
| 2.                  | "You Need Me, I Don't Need You" (với Wretch 32 & Devlin) | 3:03                |
| 3.                  | "You Need Me, I Don't Need You" (Live Ustream Version)   | 6:51                |
| 4.                  | "You Need Me, I Don't Need You" (Loadstar Remix)         | 5:01                |
| 5.                  | "You Need Me, I Don't Need You" (Culprate Remix)         | 4:02                |

| Vinyl 7" | Vinyl 7"                                           | Vinyl 7"   |
| STT      | Nhan đề                                            | Thời lượng |
| -------- | -------------------------------------------------- | ---------- |
| 1.       | "You Need Me, I Don't Need You"                    | 3:40       |
| 2.       | "You Need Me, I Don't Need You" (Acoustic Version) | 4:18       |

## Credit
- Hát, lời, guitar acoustic, guitar điện, piano, guitar bass, bộ gõ, beatbox – Ed Sheeran
- Nhà sản xuất, lập trình âm nhạc – Jake Gosling
- Nhà sản xuất, trống và bộ gõ phụ - Charlie Hugall
- Guitar bass, guitar acoustic, guitar điện - Chris Leonard
- Piano - Tom Greenwood
- Trống - Ben Hollingsworth
- Mastering - Christian Wright
- Hãng đĩa – Warner Music Group

## Xếp hạng
| Bảng xếp hạng (2011–12)                | Vị trí cao nhất |
| -------------------------------------- | --------------- |
| Úc (ARIA)                              | 74              |
| Bỉ (Ultratip Flanders)                 | 11              |
| Bỉ (Ultratip Wallonia)                 | 8               |
| Châu Âu Digital Song Sales (Billboard) | 5               |
| Ireland (IRMA)                         | 19              |
| Scotland (OCC)                         | 5               |
| Anh Quốc Indie (OCC)                   | 19              |
| Anh Quốc R&B (OCC)                     | 1               |
| Anh Quốc (OCC)                         | 4               |

| Bảng xếp hạng (2011)                 | Vị trí |
| ------------------------------------ | ------ |
| UK Singles (Official Charts Company) | 106    |

## Chứng nhận
| Quốc gia                                                    | Chứng nhận | Số đơn vị/doanh số chứng nhận |
| ----------------------------------------------------------- | ---------- | ----------------------------- |
| Anh Quốc (BPI)                                              | Vàng       | 400.000‡                      |
| ‡ Chứng nhận dựa theo doanh số tiêu thụ và phát trực tuyến. |            |                               |

## Lịch sử phát hành
| Quốc gia | Ngày phát hành      | Định dạng                                         | Hãng đĩa           |
| -------- | ------------------- | ------------------------------------------------- | ------------------ |
| Anh Quốc | 26 tháng 8 năm 2011 | Tải kĩ thuật số Đĩa đơn CD [ 24 ] Vinyl 7" [ 25 ] | Warner Music Group |
| Hoa Kỳ   | 23 tháng 7 năm 2013 | Phát thanh contemporary hit                       | Atlantic Records   |